# 頼助 (北条氏)
頼助（らいじょ、寛元2年〈1244年〉 - 永仁4年2月28日〈1296年4月2日〉）は鎌倉時代の真言宗の僧。鎌倉幕府4代執権・北条経時の次男。兄に隆政。名は頼守とも。 父経時の菩提所である鎌倉佐々目の遺身院を拠点とし、佐々目頼助とも呼ばれる。

## 生涯
誕生の2年後に父・経時が危篤状態になると後継者候補には挙げられたが、わずか3歳のため反執権一派への対処から兄の隆政と共に後継者からは外された。執権職は叔父の北条時頼が継ぎ、間もなく兄・隆政と同じく出家した。時期は不明だが弘長2年（1262年）以前には出家している。三宝院・安祥寺・仁和寺各流を受法し、仁和寺流・法助の弟子となって文永6年（1269年）にして頼守から頼助に改名した。
修行を積んで鎌倉に戻り、弘安4年（1281年）4月16日、元寇の危機を前に執権・北条時宗の命により、宿老の仁を差し置いて異国降伏祈祷を行う。弘安6年（1283年）8月、北条氏出身者として初めて鶴岡八幡宮の10代別当となる。円教寺、遍照寺、左女牛若宮等の別当、東寺長者などを歴任し、正応5年（1292年）、大僧正・東大寺別当に就任。
永仁4年2月28日（1296年4月2日）、53歳で死去。頼助の死により、父である経時の直系は断絶した。
鶴岡八幡宮別当職は弟子の政助（北条宗政の子）に譲った。鎌倉時代最後の別当17代有助（北条兼義の子）も頼助の弟子である。
法助から頼助宛ての置文に、寺の事は鎌倉の執権北条時宗と重臣安達泰盛によくよく相談するように書かれており、鎌倉と京都仏教界の仲立ちを務めていた。